# Бил Астън
Уилям Симпсън Астън (29 март 1900 г. – 4 март 1974 г.) е британски автомобилен състезател. Участва в три световни шампионата „Гран при“ през 1952 г., когато шампионатът се провежда по правилата на Формула 2. Преди това е тестов пилот и мотоциклетен състезател. 
Той е един от малкото състезатели, които използват собствени автомобили в състезания от Формулата. През 1952 г. заедно с Арчи Бътъруърт построява автомобила „Астън Бътъруърт“, който обаче е много ненадежден. С този автомобил поставя рекорд за скорост, развита от автомобил с двигател 500 см3.
Участва в „Гран при“ на Великобритания и се класира на тридесето, последно място, но не стартира. След това участва в Голямата награда на Германия през 1952 г., но колата му се проваля във втората обиколка. На „Гран при“ на Италия не преминава квалификацията.
След кратката си кариера във Формулата участва в различни клубни състезания.